# Postalino
Con il nome di postalino i cittadini di Nuoro chiamano l'autobus cittadino. 

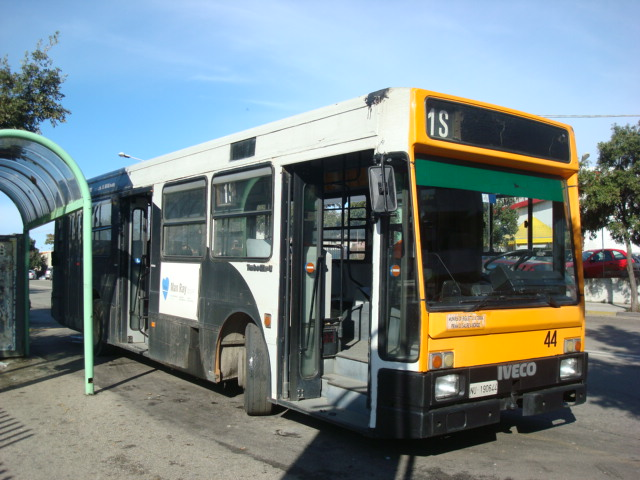
Postalino della linea 1S presso l'ospedale San Francesco di Nuoro nel 2008

L'etimologia è nota: quando i primi autobus (corriere) iniziavano a viaggiare per la Sardegna, ancora prima della nascita dei servizi pubblici urbani, erano adibiti anche al trasporto della posta. In dialetto nuorese l'autobus era ed è ancora chiamato "su postale" proprio per il servizio che offriva. Se ne deduce quindi una molto probabile derivazione per il termine "postalino" dopo una simpatica italianizzazione.
Nei primi anni cinquanta il primo postalino entrava in funzione in città, grazie alla ditta Puggioni che prese l'iniziativa, con la tratta Giardinetti-Tanca Manna.
Riscontrando grande successo venne seguito da altri che collegavano il centro storico di Nùoro con i rioni più periferici, come Monte Gurtei, Badu 'e Carros, Preda 'e Istrada, Solitudine ed altri.
Negli anni il servizio si è potenziato e attualmente l'azienda che lo gestisce è l'A.T.P.
Nel 2005 Il postalino è diventato un tango grazie al titolo della canzone lanciata dai Frammenti Anni 60, che racconta della ricerca della propria ragazza nei vari quartieri cittadini, citandoli quasi tutti, a bordo del famoso mezzo pubblico.
Postalino è anche il nome che veniva dato al vaporetto che portava la posta già dal 1857 a La Maddalena, collegandola di fatto con Terranova, (il nome sardo di Olbia), e a quello che portava la posta alla città di Carloforte all'isola di San Pietro.
Anche a Porto Santo Stefano, sull'Argentario, il vaporetto postale veniva chiamato così.
"Il Postalino" è anche il nome della regata storica che ogni anno si svolge con imbarcazioni di Vela Latina e che coinvolge Porto Torres, Stintino e Cala Reale sull'Isola dell'Asinara.